# Le Pin (Deux-Sèvres)
Pin – miejscowość i gmina we Francji, w regionie Nowa Akwitania, w departamencie Deux-Sèvres.
Według danych na rok 1990 gminę zamieszkiwały 1014 osoby, a gęstość zaludnienia wynosiła 53 osób/km² (wśród 1467 gmin regionu Poitou-Charentes Pin plasuje się na 304. miejscu pod względem liczby ludności, natomiast pod względem powierzchni na miejscu 427.).